# Вироджені перегрупування
Вироджені перегрупування — це молекулярні перегрупування, при яких продукт реакції ідентичний до реагенту. Різниця між виродженими перегрупуваннями і явищем резонансу полягає у тому, що під час виродженого перегрупування крім зсуву електронної густини відбувається також зміна положення ядер. Вироджені міжмолекулярні перегрупування можна виявити за допомогою ізотопних міток, або динамічних методів ЯМР. Вироджені перегрупування бувають внутрішньо- і міжмолекулярними. Приклад — перегрупування Коупа для гекса-1,5-дієну в результаті якого утворюється гекса-1,5-дієн:
Особливий інтерес в плані вироджених перегрупувань являє бульвален. При виродженому перегрупуванні Коупа положення циклопропанового кільця у молекулі бульвалену змінюється від 4,5,10 до 1,7,2, потім 5,9,10 і так далі.
Будь-яка з цих структур може вступати до перегрурування Коупа, так що загалом молекула має 10!/3 (1 209 600) таутомерних форм. На ЯМР 1H спектрі бульвалену при -25 °C наявні два сигнали з відношенням інтенсивностей 4:6. Перший сигнал відповідає алільним (2,10 м.ч.), другий — вінільним (4,33 м.ч.) протонам. При +15 °C у спектрі ПМР присутній асиметричний уширений синглет, тоді як при +120 °C — тільки вузький синглет інтенсивністю в 10 протонів при 4,24 м.ч. При такій температурі складається унікальна ситуація: молекула, що має близько 1,2 млн еквівалентних форм зазнає швидкого взаємоперетворення. На спектрі ЯМР 13С бульвалену при +140 °C також наявний лише один сигнал (δ = 86,4 м.ч.).

Подібні вироджені перегрупування Коупа спостерігаються і для семібульвалену, причому взаємоперетворення в молекулі відбуваються навіть за температури -110 °C. Семібульвален має найнижчий енергетичний бар'єр із всіх відомих сполук, що можуть вступати до перегрупування Коупа.

Вироджені перегрупування часто зустрічаються у карбокатіонах, зокрема як [1,2]-зсуви. Цікавим прикладом такого виродженого перегрупування є [1,2]-міграція вінільної групи у 9,10-диметил-9-вінілфенантренієвих йонах, що генеруються дією суперкислот

Методом ізотопної мітки було показано, що метиленциклобутан при нагріванні вступає до радикального виродженого перегрупування: дидейтерометиленова група переміщується усередину циклобутанового кільця: